# Maihime (filme de 1951)
Maihime (舞姫, Maihime, lit. "princesa dançarina") é um filme de drama japonês de 1951 dirigido por Mikio Naruse. O roteiro elaborado por Kaneto Shindō é baseado no romance Maihime do escritor Yasunari Kawabata. Foi o filme de estreia da atriz Mariko Okada.

## Sinopse
Yagi, um professor universitário, e sua esposa Namiko, uma ex-bailarina que agora dirige uma escola de balé, vivem um casamento infeliz em sua casa em Kamakura, Kanagawa, junto com seus filhos Shinako e Takao. Namiko projeta seus sonhos não realizados de uma carreira como dançarina em sua filha Shinako, que faz parte de uma equipe de balé. Takehara, um amigo de longa data de Namiko, apaixonada por ela desde muito anos, tenta convencê-la a deixar Yagi. Quando Namiko descobre por Takao que Yagi tem secretamente colocado o dinheiro de lado durante seus anos de dificuldades financeiras, ela pensa em desistir de seu casamento assim como sugere Takehara.
Shinako, juntamente com sua colega e amiga de balé Nozu, visitam seu ex-professor de balé Kayama, enquanto ele está acamado. Antes de morrer, Kayama incentiva Shinako a "dançar enquanto tiver pernas". Determinada a não desistir do sonho de se tornar bailarina como sua mãe fez, Shinako mais tarde rejeita a proposta de Nozu. Namiko, após ver sua filha atuar em uma encenação de Lago dos Cisnes, ela decide ir contra o convite de Takehara de acompanhá-lo em uma viagem a Kansai e retorna para Yagi.

## Elenco
- Sō Yamamura como Yagi
- Mieko Takamine como Namiko
- Mariko Okada como filha Shinako
- Akihiko Katayama como filho Takao
- Hiroshi Nihon'yanagi como Takehara
- Bontaro Miake como Numata
- Isao Kimura como Nozu
- Reiko Otani como Tomoko
- Heihachiro Ōkawa como Kayama
- Sadako Sawamura como Mitsue
- Momoko Tani com sua companhia de balé

## Recepção
Em seu livro sobre Mikio Naruse, a historiadora de cinema Catherine Russell classificou Maihime, embora sendo um filme inferior, ao comparar com Ginza keshō e Meshi do mesmo diretor (ambos feitos em 1951), ela afirma que foi um "importante filme de transição" que implantou alguns dos "dispositivos melodramáticos extravagantes" de seus filmes da década de 1930 em uma narrativa do pós-guerra.